# 玛泽
富睿瑪澤是一家全球性的审计、会计和咨询公司，在100多個国家拥有成员企业，雇佣超过40,000位专业人员。玛泽总部设立在法国，为全球第10大会计师事务所，在21个国家拥有深入的合作伙伴与合资企业关系网。它同时也是普安西提联盟的创始成员之一，普安西提是一个由独立事务所组成的国际联盟。
截止至2023年8月，玛泽全球营业额为28亿欧元。 它是一家综合性的独立组织。玛泽每年都会公布其合并财务项目，这对于私人审计咨询公司来说是一项非同寻常的举措。

## 全球发展历史
玛泽公司最初于1945年由Robert Mazars（罗伯特•玛泽）在法国诺曼底区鲁昂市成立。玛泽以当地企业形式存在，直到20世纪80年代，罗伯特•玛泽启动企业国际化进程并将其从1977年的33名员工不断发展成当今的全球性事务所。

### 1971
Mazars通过在德国和西班牙开设办事处迈出了走向国际化的第一步。

### 1983
Robert Mazars六十三岁时辞职，将公司转交给年轻的同事，当时只有十几位员工。 Patrick de Cambourg被任命为Mazars的总裁——公司的营业额随即达到500万欧元。

### 1995
与Guérard Viala事务所合并，并建立一体化的国际伙伴关系。集团在欧洲范围内的快速扩张使2000名专业人员的专业知识得以集成，并使Mazars的营业额达到1亿欧元。

### 2005
在10年的时间里，Mazars的营业额和员工人数增长了五倍。 2005年，集团营业额突破5亿欧元，在37个国家和地区拥有5300名专业人员。

### 2011
Philippe Castagnac接替Patrick de Cambourg，作为集团负责人。

### 2016
Mazars宣布了在亚洲的战略运营，并在中国建立了合作伙伴关系，集团在中国的雇员人数目前与法国一样多。

### 2018
Hervé Hélias接替Philippe Castagnac：Mazars当时有20,000名员工，营业额达15亿欧元。这第三次的权力转移助力了公司的持续，同时还抱着在亚洲和美国发展以及审计和咨询领域职业转型的雄心壮志。

### 2019
Mazars北美联盟成立，旨在加强公司在北美的份额，并使其客户受益于遍布全球89个国家/地区的40,000名专业人员的专业知识。

## 富睿瑪澤全球CEO
1945–1983: Robert Mazars, 创始人
1983–2011: Patrick de Cambourg, 荣誉主席
2011–2018: Philippe Castagnac, 荣誉主席
2018–至今: Hervé Hélias, 首席执行官

## 富睿瑪澤(中国)
2016年初，国内知名会计师事务所中审众环正式加入富睿瑪澤，包括1800名员工和83名合伙人。联合之后，目前富睿瑪澤在大中华区拥有约4000名员工，分所遍布中国30多个城市，收入超13亿人民币。我们的客户遍布全球，既有跨国公司，也有中小企业，在服务国央企、上市公司、民营企业方面拥有丰富的行业经验与良好的市场口碑。

## 富睿瑪澤(香港)
作为富睿瑪澤集团的成员，富睿瑪澤(香港)拥有超过300名专业人士，以及30年的经验，为本港及国际不同规模的企业包括大型跨国集团、公众利益企业以及中小型企业，为客户提供全面的高质量的审计、税务、会计、财务及咨询服务。作为一个国际一体化及灵活的团队，富睿瑪澤(香港)与全球合伙成员保持紧密合作，使客户能得到持续及全面的支持。
富睿瑪澤(香港)的服务包括：
- 审计及鉴证服务
- 外包服务
- 咨询服务
- 可持续发展
- 金融咨询服务
- 企业融资及合并与收购
- 税务服务
- 国际业务部
- 金融服务